# Tiberius Hemsterhuis
Tiberius (Tjebbe) Hemsterhuis, född i januari 1685 i Groningen, död 7 april 1766 i Leiden, var en nederländsk språkforskare. Han var far till Frans Hemsterhuis. 
Hemsterhuis blev 1704 professor i matematik och filosofi i Amsterdam samt professor i grekiska språket och historien 1717 i Franeker och 1740 i Leiden. Han var en av 1700-talets mångsidigaste humanister och gav studiet av grekiska språket en vetenskaplig grundläggning. 
Bland hans arbeten märks editionerna av Pollux Onomasticon (1706), Aristofanes Pluto (1744) samt kommentarer till Propertius, Kallimachos och Hesychios. Postumt utgavs Anecdota hemsterhusiana (1825) och Orationes et epistolæ (andra upplagan 1839).